# 拉勒勒
拉勒勒（法語：Larreule，法語發音：[laʁœl]）是法国上比利牛斯省的一个市镇，属于塔布区。

## 地理
拉勒勒（43°26'43"N, 0°0'58"E）面积10.14 平方千米，位于法国奧克西塔尼大區上比利牛斯省，该省份为法国西南部内陆省份，北至热尔省，西接大西洋比利牛斯省，南与西班牙接壤，东临上加龙省。
与拉勒勒接壤的市镇（或旧市镇、城区）包括：莫布尔盖、拉巴蒂菲吉耶尔、蒙塞居尔、凯克松、拉伊特图皮耶尔、努扬。

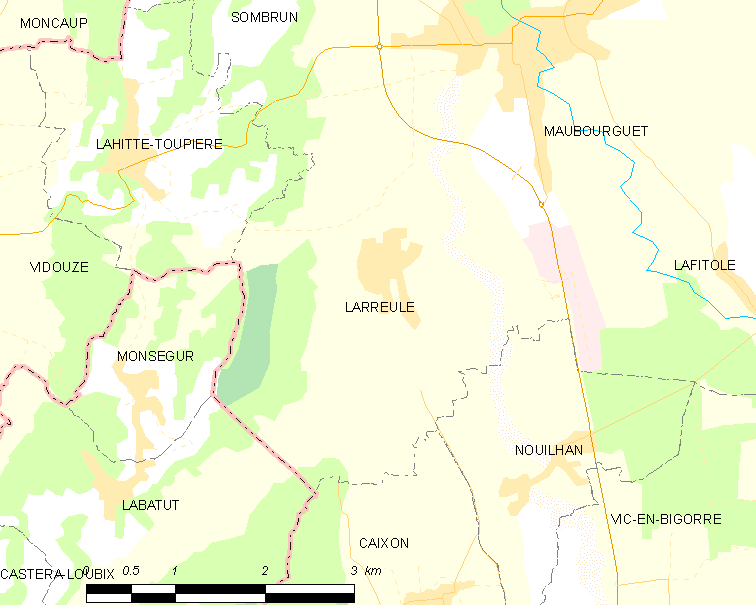
拉勒勒的OSM定位图

拉勒勒的时区为UTC+01:00、UTC+02:00（夏令时）。

## 行政
拉勒勒的邮政编码为65700，INSEE市镇编码为65262。

## 政治
拉勒勒所属的省级选区为阿杜尔河谷-吕斯唐-马迪拉奈县。

## 人口

1962-2008年间拉勒勒人口变化图示

拉勒勒于2022年1月1日时的人口数量为382人。